# Síndrome de abstinencia neonatal
El síndrome de abstinencia neonatal es un síndrome de abstinencia en niños después del nacimiento causado por exposición del útero a sustancias que producen dependencia. Existen dos tipos: prenatal y posnatal. El prenatal está causado por la discontinuación de la ingesta de sustancias tomadas por la madre, mientras que el post-natal está causado por la discontinuación de toma de sustancias por parte del niño.

## Señales y síntomas
Los síntomas a menudo empiezan entre uno a tres días después del nacimiento, pero pueden tomar hasta una semana para aparecer. Debido a esto, el niño necesita quedarse en el hospital para observación y controlado hasta una semana. Retirar diferentes fármacos, incluyendo medicamentos descritos, o la nicotina del tabaco, produce sus propios síntomas al niño. El síndrome puede ocurrir cuando una mujer embarazada toma opioides como heroína, codeína, oxycodona, metadona o buprenorfina. Benzodiazepina, barbitúricos y ciertos antidepresivos (SSRIs) pueden causar dependencia en el niño mientras se encuentra en el útero. La severidad de los síntomas de abstinencia en el neonato pueden variar por la ruta de la administración utilizada por la madre. El metabolismo y la eliminación de la sustancia del sistema de la madre, y el tiempo durante el cual la sustancia fue tomada también afectará al desarrollo de síntomas de abstinencia. Los síntomas más severos pueden incluir actuación irritable o nerviosa, problemas de alimentación y diarrea. Los síntomas varían según qué sustancias estuvieron utilizadas. Un historial de abuso de la sustancia en la madre antes del nacimiento aumenta la probabilidad de que el niño desarrolle síntomas de abstinencia.
Generalmente, un niño que pasa por abstinencia tiene un llanto distintivo. Puede ser descrito como alto, sin detenerse y estridente. Un bebé que tiene síndrome de abstinencia de los fármacos o el alcohol pueden ser hipertónico y tener convulsiones. Estas convulsiones se ven incrementadas por el reflejo de Moro, temblores, irritabilidad, y patrones de sueño perturbados pueden ser observados.
Los síntomas respiratorios de abstinencia incluyen una temperatura mayor que la normal, taquipnea, apnea, congestión nasal, moqueo, manchado de piel y bostezo
La retirada puede producir síntomas de gastrointestinales como poco apetito, regurgitación, vómito y diarrea. El reflejo de succionar puede ser incesante y descoordinado. Los hijos de madres que fueron dependientes a drogas durante sus embarazos pueden presentar problemas a largo plazo.

### Abstinencia de metadona
Un niño con abstinencia de metadona puede presentar dificultades para dormir, ataques de epilepsia y un riesgo más alto de morir de síndrome de muerte súbita del lactante. La abstinencia de metadona presenta síntomas después de 7 a 14 días. Si el niño es prematuro tienen un riesgo más bajo de sufrir síntomas severos. Aquellos nacidos antes de las 35 semanas de gestación tienen síntomas menores. Se cree que puede deberse a que han tomado menos sustancia, a que poseen un sistema nervioso inmaduro o a que tienen un cuerpo adiposo de bajo espesor.

### Abstinencia en heroína
Un niño nacido con síndrome de abstinencia en heroína tiene más posibilidad de ser prematuro o de impregnación de meconio. La abstinencia de la heroína aparece entre las 48 a las 72 horas del nacimiento.

### Retirada de anfetamina
Un niño nacido con dependencia de anfetamina es más probable que nazca prematuro. Puede ser además más pequeño que lo que le corresponda por su edad gestacional. También pueden mostrar signos de estrés respiratorio, infecciones, reflejo de susto exagerado y patrones de sueño irregulares. Después de nacer el niño tiene poca ganancia de peso, infecciones frecuentes, retrasos en el desarrollo y problemas emocionales.

### Retirada de alcohol
Aunque el consumo de alcohol por la madre antes del nacimiento puede causar serios efectos a largo plazo en el bebé, el niño también puede nacer con una dependencia del alcohol. La abstinencia de alcohol produce unos temblores, tono de músculo aumentado, reflejo del susto exagerado, irritabilidad y agitación.[6]

### Marihuana
La abstinencia de marihuana puede iniciar un parto prematuro y retención del meconio.

### Dietilamida de ácido lisérgico (LSD)
El consumo de LSD por la madre produce síntomas en el niño, aunque como el consumo de ésta viene enmascarada con otras drogas, los síntomas pueden verse enmascarados. Alimentación anormal, temblores e hipertonía pueden ser vistos en el niño.

### Cafeína y nicotina
Los síntomas de abstinencia de la nicotina pueden aparecer hasta cinco días después del nacimiento, y durar por meses. Los síntomas producidos por la nicotina en el niño son excitabilidad e hipertonicidad. Vómitos, excesivos lloros y dificultados de sueño también han sido vistos en niños con la abstinencia a la cafeína.

## Causas
Las sustancias causantes puede ser, por ejemplo, opioides, inhibidores selectivos de la recaptación de serotonina (SSRIs), etanol y benzodiazepinas. El síndrome de abstinencia no aparece por ejemplo en la exposición prenatal a la cocaína. La premadurez y exposición a otros fármacos en cambio pueden ser la causa de síntomas.

## Mecanismos
Los fármacos y las sustancias químicas pasan a través de la placenta que conecta el feto con su madre en el útero. El niño se va convirtiendo en dependiente según convive con su madre. Si la madre seguía consumiendo al menos hasta una semana antes del parto, el bebé será dependiente después del parto. Ya que a partir del parto el bebé no volverá a tomar la sustancia, la abstinencia aparecerá lentamente según su organismo se va limpiando de ésta. La nicotina, medicaciones y alcohol tiene efectos secundarios relativos a dosis altas inseguras, pero cada neonato puede responder de forma distinta. Los recién nacidos de por sí son menos capaces de metabolizar las sustancias y permanecen además más tiempo en su cuerpo que un adulto con un hígado completamente formado.

## Diagnóstico
Si se confirma la presencia del síndrome de abstinencia es primordial conseguir un historial médico de la madre o conocer el historial de consumo de la madre. En algunos casos el síndrome de abstinencia puede ser confundido con desórdenes del sistema central nervioso. Los test habituales serían el conteo completo en sangre (CCS), análisis de pelo, analítica de drogas (al niño y madre), nivel de tiroides, electrolitos y glucosa en sangre. Las radiografías del pecho pueden confirmar malformaciones en el corazón. La diagnosis debe ser confirmada con pruebas en orina y heces, que también puede realizarse en la madre.
Hay al menos dos sistemas de puntuación para el síndrome de retirada neonatal. El problema que existe es que ambos han sido desarrollados para la abstinencia de opiáceos. El sistema de puntuación de Finnegan es el más ampliamente utilizado.

## Prevención
La abstinencia neonatal se previene mientras que la madre deje de tomar la sustancia. En algunos casos, una medicación prescrita puede tener que ser interrumpida durante el embarazo para impedir adicción de la criatura. El cuidado prenatal puede identificar comportamientos adictivos en la madre y en el sistema familiar. Referirlos a centros de tratamiento es lo apropiado. Algunas medicinas prescritas no pueden ser detenidas sin supervisión médica, o sin producir daño en la madre. Las mujeres deben acudir a su médico para tomar una decisión a raíz de las medicinas que tomen, o del consumo del alcohol y tabaco, buscando ayuda profesional para detener el consumo cuanto antes. Indicaciones que una mujer necesita ayuda si :[cita requerida]
- Toma fármacos no médicos
- Consume fármacos no prescritos para ella
- Consumo de alcohol o tabaco

Si ya está embarazada y toma medicinas no prescritas para ella o drogas, es importante que hable con un experto sanitario para estudiar la mejor forma de mantener el bebé a salvo. Algunas medicinas no tendrían que dejar de ser consumidas sin supervisión médica, o pueden provocar daño. El experto sanitario sabrá como gestionar los riesgos en este caso.

## Tratamiento
El tratamiento depende de la sustancia implicada, la salud global del niño, la puntuación de abstinencia y si la criatura nació en su plazo o prematuro. Los médicos observarán cuidadosamente al bebé hasta una semana después del nacimiento para observar síntomas de retirada, problemas alimenticios y ganancia de peso. Aquellos bebes que vomiten o que estén muy deshidratados pueden necesitar tomar fluidos por vía intravenosa.
Algunos bebés con síntomas severos necesitan apoyo mediante medicinas como metadona o morfina para tratar los efectos de la abstinencia. Estos bebes pueden tener que permanecer en el hospital de semanas a meses después del nacimiento. El objetivo del tratamiento es prescribir al niño una sustancia similar a la que la madre tomó durante el embarazo e ir reduciendo secuencialmente la dosis. Esto ayuda a ir disminuyendo los síntomas de abstinencia y limpiar al niño.
Si los síntomas son severos, especialmente si otras sustancias fueron consumidas, una segunda medicina como fenobarbital o clonidina puede añadirse. La leche materna de la propia madre puede ser útil si la madre está en tratamiento programado con metadona o buprenorfina sin otro fármaco.
Los neonatos con este síndrome tienen dermatitis en el pañal o en otras áreas. Esto requiere tratamiento especial con ungüentos o cremas. Los niños también pueden tener problemas con alimentar o crecimiento lento. Estos problemas pueden requerir alimentación de grandes proporciones de calorías que proporcionen una mayor nutrición y las porciones más pequeñas pero dadas más a menudo. Los objetivos de administración son para minimizar resultados negativos y promover el desarrollo normal.

### Técnicas de apoyo
Algunas técnicas utilizados no requieren específicamente medicación incluyen el "swaddling", o envolver los niños en una sábana o manta, minimizando los estímulos exteriores ambientales y monitorizando los patrones de sueño y alimentación. El amamantamiento del niño está asociado con conexión con la madre y con menor necesidad de medicinas. Estas técnicas pueden reducir la severidad de NAS y puede suponer estancias de hospital más cortas.

### Medicación
La medicación suele aliviar la fiebre, temblores, pérdida de peso o deshidratación. Cuando la medicación se usa para la retirada de opioides se considera necesario utilizar también opioides para contrarrestarlo. Fenobarbital es algunas veces utilizado como un alternativo pero es menos eficaz en eliminar los temblores; aun así el fenobarbital es superior a diazepam para tratar los síntomas. En el caso de abstinencia en sedantes-hipnóticos, fenobarbital es el tratamiento de elección. Clonidina está empleándose a veces como medicina de acompañamiento.
El uso de opioides en neonatales como la solución en morfina y la metadona son usados comúnmente para tratar clínicamente los síntomas de las abstinencia de opíaceos, pero puede prolongar la exposición del neonato y también la duración de la hospitalización. Un estudio demostró un tiempo de convalecencia menor en niños tratados con metadona comparado con aquellos tratados con diluido de opio (láudano). La metadona tiene un tiempo de permanencia superior que la morfina, lo que permite dosis menos frecuentes y reducir las concentraciones para prevenir los síntomas de abstinencia.

## Epidemiología

### Estados Unidos
Un estudio de 2012 de la Universidad de Míchigan y la Universidad de Pittsburgh publicado en la Revista de la Asociación Médica americana analizó información sobre 7.4 millones de nacimientos de 4,121 hospitales en 44 estados, para medir las tendencias y los costes asociados con el SAN sobre la década anterior. El estudio indicó que entre 2000 y 2009, el número de las madres que tomaban opíaceos aumentó de 1,19 a 5,63 por 1.000 nacimientos de hospital por año. Bebés con SAN tenían 19% más posibilidad que otros nacimientos de hospital de tener bajo peso al nacimiento y un 30% más posibilidades de tener complicaciones respiratorias. Entre 2000 y 2009, los gastos de totales hospitalarios para casos SAN, ajustados para inflación, están estimados en haber aumentado de $190 millones a $720 millones.

### Europa
En España se estimó que en 2014 el 3% de las mujeres gestantes tomaron algún tipo de droga ilegal. La estimación más fiable realizada en España fue en la serie de 1992-2001 con 7,5 casos por cada 1000 nacidos vivos.

## Complicaciones
Los fármacos, las drogas y el abuso del alcohol durante embarazo pueden conllevar a muchos problemas de salud en la criatura además NAS. Estos pueden incluir:
- Defectos de nacimiento
- Peso de nacimiento bajo
- Nacimiento prematuro
- Circunferencia de cabeza pequeña
- Síndrome de muerte de niño repentino (SIDS)
- Problemas con desarrollo y comportamiento

El Tratamiento del síndrome de abstinencia neonatal puede durar de 1 semana a 6 meses. Incluso cuando el tratamiento médico para SAN ha terminado y las criaturas dejan el hospital, pueden necesitar tratamiento continuado para semanas o meses.